# Lettre de mission
Une lettre de mission est un document remis par un client à un prestataire de service (salarié, comptable, avocat, consultant indépendant, etc.),.
La lettre de mission, signée par le client, présente de façon précise la nature et les conditions de la mission réalisée par le prestataire. Au préalable, elle doit rappeler les contours du projet donné au prestataire de services.
Différentes rubriques décrivent avec précision la mission du prestataire :
- objet de la mission ;
- périmètre (limite) de la mission ;
- délais de réalisation ;
- moyens offerts par le prestataire pour réaliser le projet ;
- montant des honoraires ;
- confirmation des termes de la mission[2].